# Philaethria wernickei
Philaethria wernickei är en fjärilsart som beskrevs av Johannes Karl Max Röber 1906. Philaethria wernickei ingår i släktet Philaethria och familjen praktfjärilar. Inga underarter finns listade i Catalogue of Life.